# Jamika Ajalon
Jamika Ajalon Cothrine (* 1968 in Saint Louis, Missouri) ist eine US-amerikanische Sängerin und Texterin der Band Zenzile, Künstlerin, Poetin und Regisseurin.

## Leben
Jamika Ajalon absolvierte zwischen 1986 und 1989 eine journalistische Ausbildung an der University of Missouri in Columbia und studierte anschließend bis 1993 Film und Video am Columbia College. Ein Masterstudium in den Fächern Media, Communications and Culture an der Goldsmith University in London schloss sie 1995 ab und ergänzte 1997 ihren Horizont mit dem UK New Directors workshop beim Women’s Audio Visual Education Scheme in Großbritannien. Sie lebt in London und Paris.
Jamika Ajalons Gedichte wurden in diversen Anthologien veröffentlicht.
Ihre Kurzfilme liefen auf Filmfestivals in Europa und den USA bzw. auf dem britischen Fernsehsender Channel 4.
Weiterhin erarbeitete sie interdisziplinäre Film- und Videoarbeiten, die sie u. a. in Österreich und Großbritannien aufführte.
Als Schauspielerin ist sie im Film Go Fish (1994) der Regisseurin Rose Troche zu sehen.
Als Musikerin arbeitet sie dauerhaft mit der Band Zenzile zusammen. Seit dem gemeinsam veröffentlichten Album "5+1 Zenzile meets Jamika" wird sie als sechstes Mitglied der Band betrachtet.
Sie trat auf diversen Festivals (Festival International de Jazz de Montréal, auf dem South by South West Festival in Austin) und an diversen Orten wie New York, London (Cargo), Paris (La Cigale), in Österreich und in Afrika auf, u. a. zusammen mit den Urban Poets, mit der Tony Allen Band und mit The Shrine. Unter dem Namen Jamika and the Bowdel Band arbeitet sie musikalisch mit Nicolas Gallard (Schlagzeug), Nicolas Meslien, Laurent Baron, Frank Bergere, Jean-Christophe Wauthier und Vincent Erdeven (Zenzile) zusammen.
Als Künstlerin nahm sie 2008 am Mode-Fotografie-Workshop des Instituts für Auslandsbeziehungen e. V. in Dakar, Prêt-à-pARTager, teil. Im Jahr 2010 beteiligte sie sich an IMBUZI, dem Workshop des Instituts für Auslandsbeziehungen e. V. in Kapstadt, und im Jahr 2011 an IN THE SEAMS, dem Workshop des Instituts für Auslandsbeziehungen e. V. in Johannesburg.
In ihren künstlerischen Werken beschäftigt sich Jamika Ajalon mit dem Zusammenspiel der Diskriminierungen aufgrund von Hautfarbe, Herkunft, Geschlecht und sexueller Orientierung. Sie beschreibt die Positionen und Rollen von Women of Color in der Gesellschaft und analysiert die Bilder, mit denen diese Rollen in Massenmedien und Film kommuniziert werden. Diese Inhalte bringt Jamika Ajalon in ihrer Arbeit bei Zenzile ein.
Quelle:

## Werke

### Künstlerische und Dokumentarische Film- und Videoarbeiten (Auswahl)
- 2012: N.Poem, künstlerisches Video[6]
- 2012: Video-Interview mit Mcanuff[7] und Jey Ree[8] von Zenzile
- 2012: Under Urbanskin Berlins Afro German Heroes, bei Berlin Textures, experimentelles Dokumentarfilm einer künstlerischen Intervention im öffentlichen Raum, 2012[9]
- 2011: WOC (Woman of Colour) and the FAR (fugitive archetypes of resistance), Video-Montage zur Subjektivität schwarzer Frauen und ihrer Performance in Zukunfts- und Cyberspace-Darstellungen, 2011[3][10]
- 2009: Decode Recode, Audio-Video-Grafik-Text-Arbeit (als "sonic slam project" oder auch ciné slam project bezeichnet)[11]
- 2008: pret-a-partager, interdisziplinärer Kunstworkshop 2008 in Dakar, Senegal, Dokumentarfilm L'esprit Prêt a Partager über diesen Workshop[12];  Berlin, Senegal, Gruppenausstellung der IFA 2009 und vom 27. April bis 8. Juli 2012 in Berlin[13][14]
- 2009: Locations of the M/othership: Black Female as Fugitive Archetype of Resistance, audiovisuelle Lecture-Performance im NGBK im Rahmen von (Re) Positionierung! am 19. und 20. Juni 2009[15]; beim Ladyfest, Berlin 2009
- 2007: Locations of the M/othership, audio-visuelle Installation, South London Gallery, London
- 2005: Black Chick in White Hat: the ambiguous nature of performing race,  audiovisuelle Lecture-Performance,  (Teil der Ausstellung Born To Be White) Wien 2005
- 2003–2005: trans-narrative(s)[16], digitale Audio-Video-Installation und Live-Performance, (im Zusammenhang mit Prologue: New Feminism, New Europe) in Manchester 2005, London 2004, Wien und Graz 2003[1]
- 2000–2001: Cultural-Skit-zo-frenia, digitale Video-Audio live Installation auf dem NitroBeat Festival ICA, Mardi Gras Arts Festival, London 2000, Women in Digital Arts Conference, London, 2001
- 1998: Teens Talk Revolution, Doku-Installation, Foundation for Art and Creative Technology, ISEA commission, Großbritannien
- 1997–1998: Andro in Magenta, ortsspezifische Multi-Screen-Video-Installation, Channel 4 Commission, Lit-Pop poetry video Series / Lux Cinema Commission,  London
- 1994: Shades, Kurzfilm, 12 min.
- 1993: Introduction to Cultural-Skit-zo-frenia, Kurzfilm, 10 min.

Quelle:

#### Preise und Stipendien
- 2009: 145 THEATRE, Grenoble - residency for realisation for audio-visual slam performance, DecodeRecode
- 2004: Arts Council, Independent artists fund- production of Transnarratives, London
- 2003: Air_port Artists Residency, FORUM Stadtpark, Graz - Project Transnarratives
- 1998: International Poetry Video Festival Award, London - England You Have Changed
- 1997: Cine women’s experimental film award, Großbritannien - Project Memory Tracks, experimental video

Quelle:

#### Einzelausstellungen
- 2002: Jamika Ajalon: Meant To Survive - poetry video loop, Drill Hall, London / Jamika Ajalon - Elephant Residents Speak: Regeneration, Elephant and Castle local artist fund, London
- 2003: Jamika Ajalon - Transnarratives, FORUM, Graz
- 2004: Jamika Ajalon - Transnarratives, 291 Gallery, Centerprise, London

Quelle:

#### Ausstellungsbeteiligung
- 2011: Civilmedia 11, Salzburg
- 2009: Prêt-à-pARTager, Institut für Auslandsbeziehungen e. V.
- 2009: Neue Gesellschaft für Bildende Kunst (NGBK), Berlin; Lady Fest, Berlin
- 2008: Lady Fest, Berlin
- 2006: Harold Offeh - The Mothership Collective, South London Gallery, London
- 2005: prologue new feminism/new europe, Cornerhouse, Manchester; "Born to be white", IG Bildende Kunst, Wien
- 2002: Mons Veneris - Female Geographies, Austrian Cultural Forum, New York
- 2001: Women in Digital Arts Conference, Round House, London
- 2000: Cultural Skizofrenia, Nitro-Beat Black Theatre Festival, London / Mardi Gras Festival, London / Shoreditch Film Festival, London
- 1999: Islington Arts Festival, London
- 1998: Women in the Director’s Chair film festival, Chicago, Illinois
- 1997: Film Festival, New York / Film Festival, Birmingham

Quelle:

### Literatur

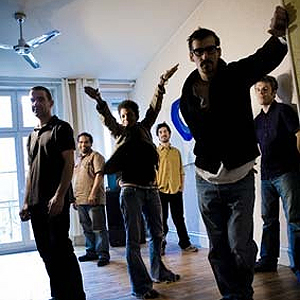
Die Band Zenzile, in der Mitte steht Jamika mit erhobenen Armen

### Musik und Soundexperimente
- 2000: 5+1 Meets Jamika mit Zenzile, (Crash Disques)
- 2001: Sound Patrol mit Zenzile,  (Crash Disques)
- 2002: Totem mit Zenzile,  (Small Axe)
- 2004: Zenzile and Jamika meet Cello mit Zenzile,  (Small Axe)
- 2005: Modus vivendi mit Zenzile,  (Supersonic)
- 2007: Living in Monochrome mit Zenzile,  (Yotanka-Uwe)
- 2007: Solo-Album "Helium Balloon Illusions", Vinyl-Doppel-Album, Hip-Hop, Electro, Dub und Spoken Word
- 2009: Pawn Shop mit Zenzile (Yotanka)
- 2009: Decode Recode -  ein sonic slam project mit der Bowdel Band, Album in Production
- 2012: Electric Soul mit Zenzile (Yotanka)
- 2012: Whitebirchblueruff3 - "Sonic poetry in progress"[18]

Quelle: